# Deacon Jones
Pour les articles homonymes, voir Jones.
Pro Football Hall of Fame 1980
(en) Statistiques sur pro-football-reference
David D. Jones dit Deacon Jones, né le 9 décembre 1938 à Eatonville (Floride), et mort le 3 juin 2013, est un joueur américain de football américain ayant évolué au poste de defensive end. Il fut également chanteur, musicien et acteur.

## Biographie

### Carrière universitaire
Il étudie à l'université d'État de la Vallée du Mississippi et après en avoir été exclu pour avoir manifesté en faveur des droits civiques, il rejoint l'université d'État de Caroline du Sud. Il joue au football américain respectivement pour les Bulldogs de South Carolina State et les Delta Devils de Mississippi Valley State.

### Carrière sportive
Il est sélectionné en 186e choix lors du quatorzième tour de la draft 1961 de la NFL par les Rams de Los Angeles. Cette sélection si tardive s'explique en partie par le manque de visibilité du joueur après son changement d'université et la faiblesse du « scouting » de l'époque. Les recruteurs des Rams le sélectionne comme un pari après avoir vu une vidéo dont il n'était pas le sujet — c'était un adversaire qui était évalué — mais où il semble omniprésent sur le terrain. Son nom étant trop commun, il décide de prendre le nom de « Deacon ».
Spécialisé dans le sack — dont la légende veut qu'il ait inventé ce terme — de quarterbacks, il formait l'extrémité gauche de la ligne défensive « Fearsome Foursome » des Rams avec Merlin Olsen, Rosey Grier et Lamar Lundy. Il obtient même le surnom de Secretary of Defense (Ministre de la Défense). Il est également notoire pour déstabiliser ses adversaires, en les insultants, en affichant une extrême confiance et en donnant parfois une claque sur le casque de ses adversaires pour leur faire peur. De ce fait, il est considéré comme l'un des meilleurs « pass rusher » de l'histoire de ce sport.
En 1972, il passe chez les Chargers de San Diego avant de jouer sa dernière saison avec les Redskins de Washington en 1974. Pendant quatorze saisons, il n'aura manqué que six matchs.

### Vie privée
À côté de sa carrière sportive, il fait une carrière d'acteur, de chanteur soul et d'organiste notamment avec le groupe Nightshift qui deviendra plus tard War.

## Postérité
Il est désigné à huit reprises All-Pro (1964, 1965, 1966, 1967, 1968, 1969, 1970 et 1972) et sélectionné également huit fois au Pro Bowl (1964, 1965, 1966, 1967, 1968, 1969, 1970 et 1972).
Il est intronisé au Pro Football Hall of Fame en 1980 et est généralement considéré comme le meilleur defensive lineman de l'époque avec Bob Lilly.
Désigné par les votants du Pro Football Hall of Fame, il fait partie de l'équipe NFL de la décennie 1970 et celle du 75e anniversaire de la NFL.